# Liste der Baudenkmäler in Lüdenscheid
Die Liste der Baudenkmäler in Lüdenscheid enthält die denkmalgeschützten Bauwerke auf dem Gebiet der Stadt Lüdenscheid im Märkischen Kreis in Nordrhein-Westfalen (Stand: Januar 2020). Diese Baudenkmäler sind in der Denkmalliste der Stadt Lüdenscheid eingetragen; Grundlage für die Aufnahme ist das Denkmalschutzgesetz Nordrhein-Westfalen (DSchG NRW).

## Denkmäler
| Bild | Bezeichnung | Lage                                          | Beschreibung | Bauzeit                     | Eingetragen seit | Denkmal- nummer |
| --- | --- | --------------------------------------------- | --- | --------------------------- | ---------------- | --------------- |
| Neubarocke Villa, „Villa Basse“, 1906 geplant | Neubarocke Villa, „Villa Basse“, 1906 geplant | Breslauer Straße 10                           | |                             | 17.08.1984       | 1               |
| | Villa im Stil der Neurenaissance | Fuelbecker Straße 3                           | | 1892                        | 17.09.1984       | 2               |
| Evangelische Kirche Oberrahmede, neugotische Saalkirche                                                                                           | Evangelische Kirche Oberrahmede, neugotische Saalkirche                                                                                           | Oberrahmede, Im Grund 6                       | | 1890                        | 17.09.1984       | 3               |
| | Villa | Hochstraße 36                                 | | 1881                        | 17.09.1984       | 4               |
| Ehemalige Reichs- und Landeszentralbank | Ehemalige Reichs- und Landeszentralbank | Sauerfelder Straße 7 Karte                    | |                             | 03.12.1984       | 5               |
| Gebäude aus der späten Gründerzeit | Gebäude aus der späten Gründerzeit | Lessingstraße 4                               | |                             | 03.12.1984       | 6               |
| Klassizistisches Bürgerhaus | Klassizistisches Bürgerhaus | Herzogstraße 7                                | Teil der Ringbebauung der Lüdenscheider Altstadt, welche nach dem Stadtbrand von 1723 entstand | 18. Jahrhundert             | 03.12.1984       | 7               |
| Klassizistisches Bürgerhaus | Klassizistisches Bürgerhaus | Herzogstraße 9                                | Teil der Ringbebauung der Lüdenscheider Altstadt, welche nach dem Stadtbrand von 1723 entstand | 18. Jahrhundert             | 03.12.1984       | 8               |
| weitere Bilder | Schloss Neuenhof | Neuenhofer Straße 46–58 Karte                 | |                             | 03.12.1984       | 9               |
| Häusergruppe des Jugendstils | Häusergruppe des Jugendstils | Hermannstraße 4–8                             | |                             | 03.12.1984       | 10              |
| Gebäude | Gebäude | Corneliusstraße 32                            | Historistisches Wohnhaus in Ecklage im äußeren Altstadtring, großstädtisches Erscheinungsbild |                             | 03.12.1984       | 11              |
| weitere Bilder | Neue Schützenhalle | Reckenstraße 6 Karte                          | | 1899/1900                   | 03.12.1984       | 12              |
| Historistische Villa | Historistische Villa | Parkstraße 5                                  | |                             | 03.12.1984       | 14              |
| Klassizistisches Bürgerhaus | Klassizistisches Bürgerhaus | Herzogstraße 13                               | | 18. Jahrhundert             | 03.12.1984       | 15              |
| | Ensemble historischer Mietshäuser | Friedrichstraße 35–41                         | |                             | 03.12.1984       | 15              |
| weitere Bilder | Teil der Kirchplatzbebauung aus der Zeit nach 1723                                                                                                | Kirchplatz 1/1a                               | |                             | 03.12.1984       | 17              |
| Altes Rathaus, 1873 eingeweiht | Altes Rathaus, 1873 eingeweiht | Alte Rathausstraße 1 Karte                    | |                             | 03.12.1984       | 18              |
| Neubarockes (historistisches) Miethaus in geschlossener Bauweise                                                                                  | Neubarockes (historistisches) Miethaus in geschlossener Bauweise                                                                                  | Alte Rathausstraße 3                          | |                             | 03.12.1984       | 19              |
| Gebäude | Gebäude | Marienstraße 2                                | zweigeschossiges Wohnhaus in Ecklage mit Mansarddach |                             | 03.12.1984       | 20              |
| | Gebäude, 1902/03 in Verbindung mit einer kleinen Fabrik im Hinterhof errichtet                                                                    | Ludwigstraße 8/10                             | |                             | 03.12.1984       | 22              |
| Gebäude | Gebäude | Grabenstraße 23                               | |                             | 03.12.1984       | 23              |
| Gebäude | Gebäude | Bahnhofstraße 34                              | |                             | 03.12.1984       | 24              |
| | Gebäude | Hochstraße 28                                 | |                             | 03.12.1984       | 25              |
| | Gebäude | Humboldtstraße 2                              | |                             | 03.12.1984       | 26              |
| | Mehrfamilienwohnhaus des Historismus in geschlossener Bauweise                                                                                    | Humboldtstraße 24                             | |                             | 03.12.1984       | 27              |
| „Hulda“ – nachklassizistisch dekoriertes Geschäftshaus                                                                                            | „Hulda“ – nachklassizistisch dekoriertes Geschäftshaus                                                                                            | Rathausplatz 1                                | | 1881/82                     | 03.12.1984       | 28              |
| Gebäude | Gebäude | Hochstraße 1                                  | |                             | 03.12.1984       | 29              |
| weitere Bilder | Bremecker Hammer | Brüninghauser Straße 95 Karte                 | |                             | 03.12.1984       | 30              |
| | Gebäude | Humboldtstraße 12/12a                         | |                             | 03.12.1984       | 31              |
| | Gebäude | Humboldtstraße 14/14a                         | |                             | 03.12.1984       | 32              |
| | Ehem. Fabrikgebäude, jetzt Wohnhaus der Gründerzeit                                                                                               | Humboldtstraße 18                             | |                             | 03.12.1984       | 33              |
| Mehrfamilienwohnhaus des Historismus in Ecklage                                                                                                   | Mehrfamilienwohnhaus des Historismus in Ecklage                                                                                                   | Humboldtstraße 26                             | |                             | 03.12.1984       | 34              |
| Kellergewölbe und Brunnenanlage aus der Zeit vor 1723                                                                                             | Kellergewölbe und Brunnenanlage aus der Zeit vor 1723                                                                                             | Luisenstraße 13                               | |                             | 03.12.1984       | 35              |
| Doppelhaus aus dem 18. Jahrhundert | Doppelhaus aus dem 18. Jahrhundert | Platehofstraße 16/18                          | |                             | 03.12.1984       | 36              |
| Evangelische Kreuzkirche,neugotische Emporenkirche                                                                                                | Evangelische Kreuzkirche, neugotische Emporenkirche                                                                                               | Brügge, Halver Straße 1                       | | 1899                        | 03.12.1984       | 37              |
| Bauernhausgruppe mit restlicher Bausubstanz aus dem 17. Jh.                                                                                       | Bauernhausgruppe mit restlicher Bausubstanz aus dem 17. Jh.                                                                                       | Borbet 29/30/31 Karte                         | | 17. Jahrhundert             | 03.12.1984       | 38              |
| Altes Amtsgericht | Altes Amtsgericht | Philippstraße 29                              | |                             | 15.03.1985       | 39              |
| nachklassizistisches Wohngebäude mit Walmdach | nachklassizistisches Wohngebäude mit Walmdach | Altenaer Straße 13/15                         | |                             | 09.09.1985       | 40              |
| Alte Post im historistischen Stil der „deutschen Renaissance“                                                                                     | Alte Post im historistischen Stil der „deutschen Renaissance“                                                                                     | Altenaer Straße 9                             | | 1891–1893                   | 09.09.1985       | 41              |
| | Fabrikantenvilla, erbaut Anfang 20. Jahrhundert                                                                                                   | Liebigstraße 9                                | |                             | 09.09.1985       | 42              |
| Fabrikantenvilla,früheres „Stadtmuseum“,letzte Nutzung: Institut für Geschichte und Biographie der Fernuniversität Hagen                          | Fabrikantenvilla, früheres „Stadtmuseum“, letzte Nutzung: Institut für Geschichte und Biographie der Fernuniversität Hagen                        | Liebigstraße 11                               | | 1887                        | 09.09.1985       | 43              |
| Historistisches Wohngebäude in geschlossener Bauweise, Erker                                                                                      | Historistisches Wohngebäude in geschlossener Bauweise, Erker                                                                                      | Humboldtstraße 20                             | |                             | 09.09.1985       | 44              |
| Historistisches Mehrfamilienwohngebäude in geschlossener Bauweise, Erker                                                                          | Historistisches Mehrfamilienwohngebäude in geschlossener Bauweise, Erker                                                                          | Humboldtstraße 22                             | |                             | 09.09.1985       | 45              |
| Wohngebäude in Ecklage mit Stilmerkmalen des Jugendstils, Turmerker, Loggien, vorgehängter Holzbalkon                                             | Wohngebäude in Ecklage mit Stilmerkmalen des Jugendstils, Turmerker, Loggien, vorgehängter Holzbalkon                                             | Mittelstraße 18                               | | 1905                        | 09.09.1985       | 46              |
| Teil der Kirchplatzbebauung,die die ursprünglichen Gebäude des 18. Jahrhunderts ersetzte                                                          | Teil der Kirchplatzbebauung, die die ursprünglichen Gebäude des 18. Jahrhunderts ersetzte                                                         | Kirchplatz 17/Graf-Engelbert-Platz 7          | |                             | 09.09.1985       | 48              |
| | Gebäude | Südstraße 35                                  | |                             | 10.02.1986       | 49              |
| | Haupthaus des Hofes Da Achtern, letztes noch existierendes Bauernhaus der ehemaligen Dorfschaft Oeneking                                          | Oeneking 5, 7                                 | |                             | 11.06.1986       | 50              |
| | Gebäude | Sauerfelder Straße 20                         | |                             | 07.07.1986       | 51              |
| weitere Bilder | Evangelische Christuskirche, neugotische Saalkirche                                                                                               | Knapper Straße 56 Karte                       | | 1900–1902                   | 07.07.1986       | 52              |
| weitere Bilder | Altes Amtshaus, 1910 eingeweiht | Freiherr-vom-Stein-Straße 15                  | |                             | 07.07.1986       | 53              |
| weitere Bilder | Evangelische Erlöserkirche, 1067 erstmals urkundlich erwähnt                                                                                      | Kirchplatz 11 Karte                           | |                             | 08.07.1986       | 54              |
| Gebäude | Gebäude | Werdohler Straße 9                            | Wohnhaus in geschlossener Bauweise mit Erker und Jugendstildekor |                             | 08.07.1986       | 55              |
| Evangelische Kirche, im Jugendstil 1912 erbaut | Evangelische Kirche, im Jugendstil 1912 erbaut | Brüninghausen, Versestr. 31                   | |                             | 08.07.1986       | 56              |
| Ursprünglich 1844 als Gebäude für das Amtsgericht erbaut                                                                                          | Ursprünglich 1844 als Gebäude für das Amtsgericht erbaut                                                                                          | Staberger Straße 3                            | |                             | 08.07.1986       | 57              |
| | Fassade des 1880 errichteten Gebäudes | Wilhelmstraße 64/66                           | |                             | 08.07.1986       | 58              |
| | Metzgereiverkaufsraum | Werdohler Straße 36                           | |                             | 13.11.1986       | 59              |
| Villa Däumer | Villa Däumer | Sauerfelder Straße 28                         | klassischer Villenbau auf annähernd quadratischem Grundriss, neobarockes Fassadendekor mit Anklängen des Jugendstils, Ende der 1980er / Anfang der 1990er Jahre Heimstatt des Deutschen Ordensmuseums, derzeit Leerstand und Instandhaltungsdefizite | 1873                        | 13.11.1986       | 60              |
| weitere Bilder | Katholische Kirche St. Joseph und Medardus | Jockuschstr. 12/Sauerfelder Str. Karte        | | 1883–1885                   | 14.11.1986       | 61              |
| | Gebäude | Bahnhofstraße 70/72                           | |                             | 14.11.1986       | 62              |
| | Gebäude | Mathildenstraße 6                             | |                             | 14.11.1986       | 63              |
| Kapelle des alten evangelischen Friedhofes | Kapelle des alten evangelischen Friedhofes | Mathildenstraße 29                            | bis zu Beginn der 1980er Jahre Nutzung für Trauerfeiern und als Leichenhalle, errichtet 1886 im Rundbogenstil und mit Anklängen der Neoromanik; der Bau befindet sich exakt in der Achse der Friedhofstraße und markiert ihr oberes Ende. |                             | 09.05.1989       | 64              |
| | Doppelhaus | Altenaer Straße 168/170                       | | 1860                        | 07.01.1987       | 65              |
| | Doppelreihenhaus, erbaut zwischen 1874 und 1877                                                                                                   | Schlittenbacher Straße 16/18                  | |                             | 12.06.1987       | 66              |
| | Hof | Römerweg 45                                   | | 1906                        | 25.01.1988       | 67              |
| | Haferkasten | Hulsberg 1                                    | |                             | 26.01.1988       | 68              |
| | Gebäude | Werdohler Straße 96                           | |                             | 28.01.1988       | 69              |
| Wohn- und Geschäftshaus der Gründerzeit | Wohn- und Geschäftshaus der Gründerzeit | Friedrichstraße 42                            | | 1890                        | 29.01.1988       | 70              |
| | Wasserreservoir unter der Hochstraße | Hochstraße                                    | |                             | 09.02.1988       | 71              |
| Stadtbücherei | Stadtbücherei | Corneliusstraße 44 Karte                      | |                             | 09.02.1988       | 72              |
| Villa im Reformstil, heute Kindertagesstätte | Villa im Reformstil, heute Kindertagesstätte | Hohfuhrstraße 38                              | |                             | 12.02.1988       | 73              |
| Fabrikantenwohnhaus | Fabrikantenwohnhaus | Kölner Straße 27                              | | 1874                        | 28.06.1988       | 74              |
| Kernbau eines Bürgerhauses aus der Mitte des 19. Jahrhunderts                                                                                     | Kernbau eines Bürgerhauses aus der Mitte des 19. Jahrhunderts                                                                                     | Kölner Straße 25                              | zweigeschossiges Satteldachhaus, starke Bauschäden durch langen Leerstand, Dach bereits teilweise eingestürzt |                             | 27.06.1988       | 75              |
| Historistische Villa mit Vorbauten in bevorzugter Lage am Loher Wäldchen                                                                          | Historistische Villa mit Vorbauten in bevorzugter Lage am Loher Wäldchen                                                                          | Loher Straße 19                               | |                             | 06.07.1988       | 78              |
| Mausoleum Selve auf dem alten evangelischen Friedhof                                                                                              | Mausoleum Selve auf dem alten evangelischen Friedhof                                                                                              | Mathildenstraße Karte                         | | 1909                        | 06.07.1988       | 79              |
| | Wohn- und Geschäftshaus | Werdohler Straße 10/12                        | | 1904                        | 08.07.1988       | 80              |
| | Arztwohnhaus | Kölner Straße 21                              | | 1890                        | 09.05.1989       | 81              |
| Inselhaus, einzeln stehendes Wohn- und Geschäftshaus des Jugendstils auf der Fläche des früheren Karussellplatzes (als Straßenname noch erhalten) | Inselhaus, einzeln stehendes Wohn- und Geschäftshaus des Jugendstils auf der Fläche des früheren Karussellplatzes (als Straßenname noch erhalten) | Karussellplatz 1                              | | 1904                        | 23.05.1989       | 83              |
| Pestalozzischule | Pestalozzischule | Weißenburger Straße 14 Karte                  | | 1896                        | 24.05.1989       | 84              |
| weitere Bilder | Zeppelin-Gymnasium, eingeweiht 1890 | Staberger Straße 10 Karte                     | |                             | 24.05.1989       | 85              |
| Knapper Schule | Knapper Schule | Lessingstraße 14                              | Grundsubstanz des Schulgebäudes erhalten, Erscheinungsbild (Farbgebung) und Details (Fenster) verändert; Bei der 2013/14 erfolgten Neugestaltung des Schulhofes wurde trotz starker Proteste der Anwohner aus gestalterischen Gründen ein Teil des historischen Baumbestandes gefällt. | 1886/1887                   | 24.05.1989       | 86              |
| | Grabdenkmal Assmann auf dem alten evangelischen Friedhof                                                                                          | Mathildenstraße                               | |                             | 24.05.1989       | 87              |
| | Grabdenkmal Assmann auf dem neuen evangelischen Friedhof                                                                                          |                                               | |                             | 26.05.1989       | 88              |
| Haferkasten | Haferkasten | Brüninghausen                                 | | 1755                        | 26.05.1989       | 89              |
| Ehemaliges Gewerkschaftshaus | Ehemaliges Gewerkschaftshaus | Rathausplatz 21                               | | 1914                        | 12.03.1990       | 90              |
| klassizistisches Wohnhaus | klassizistisches Wohnhaus | Kölner Str. 41/41a                            | klassizistisches Wohnhaus mit Säulenportikus, um 1929 umdekoriert |                             | 12.03.1990       | 91              |
| Miethaus | Miethaus | Sauerfelder Straße 24/26                      | | 1901                        | 12.03.1990       | 92              |
| | Miethaus | Wiesenstraße 19                               | | Anfang des 20. Jahrhunderts | 12.03.1990       | 93              |
| | Gebäude | Lessingstraße 15                              | |                             | 12.03.1990       | 94              |
| | Doppelhaus | Werdohler Straße 6/8                          | | 1887                        | 12.03.1990       | 95              |
| Wohn- und Geschäftshaus des Jugendstils in Ecklage zur Wilhelmstraße                                                                              | Wohn- und Geschäftshaus des Jugendstils in Ecklage zur Wilhelmstraße                                                                              | Hochstraße 2                                  | | 1902                        | 12.03.1990       | 96              |
| Wohn- und Fabrikhaus, vermutlich um 1870 erbaut, und Versandgebäude, 1913 erbaut                                                                  | Wohn- und Fabrikhaus, vermutlich um 1870 erbaut, und Versandgebäude, 1913 erbaut                                                                  | Humboldtstraße 9/11                           | |                             | 12.03.1990       | 97              |
| Villa Berg | Villa Berg | Hohfuhrstraße 42 Karte                        | um 1906 errichteter großzügiger Jugendstilbau des Architekten Heinrich Joseph Kayser für den Fabrikanten und Hersteller der Aluminiumgerippe für die ersten Zeppeline Carl Berg. Zu dem ausgedehnten Anwesen gehören ein etwa zeitgleich entstandenes stilgleiches Gebäude für Personal und ein ausgedehnter Park mit Einfriedung und Altbaumbestand. Letzterer wurde vor wenigen Jahren teilweise überbaut. | 1906                        | 12.03.1990       | 98              |
| | Fabrikantenvilla | Liebigstraße 13                               | | 1902/1903                   | 31.05.1990       | 99              |
| Grabdenkmal Der müde Wanderer | Grabdenkmal Der müde Wanderer |                                               | Grabdenkmal für eine Familiengruft, bestehend aus einer Hohlguss-Skulptur auf einem Werksteinsockel. | 1920                        | 25.09.1990       | 100             |
| | Kinofoyer Filmpalast | Werdohler Straße 68b                          | |                             | 25.09.1990       | 101             |
| | Hofanlage Wesselberg, Gebäudegruppe aus dem 19. und 20. Jahrhundert                                                                               | Mintenbecktal                                 | |                             | 25.09.1990       | 102             |
| weitere Bilder | Zum ehemaligen Freihof Buckesfeld gehöriges Kötterhaus, nach 2010 stark überformt                                                                 | Unterm Freihof 5 Karte                        | |                             | 25.09.1990       | 104             |
| | Gebäude | Knapper Straße 46                             | |                             | 25.09.1990       | 105             |
| | Villa | Hochstraße 32                                 | | um 1880                     | 25.09.1990       | 106             |
| Den äußeren Rand der mittelalterlichen Stadtbefestigung bezeichnendes Gebäude                                                                     | Den äußeren Rand der mittelalterlichen Stadtbefestigung bezeichnendes Gebäude                                                                     | Grabenstraße 18                               | |                             | 25.09.1990       | 107             |
| | Gebäude | Parkstraße 54                                 | |                             | 15.01.1991       | 108             |
| | Wohn- und Geschäftshaus | Corneliusstraße 1                             | |                             | 04.07.1991       | 109             |
| | Bürgerhaus | Jockuschstraße 13                             | | 1864                        | 04.07.1991       | 110             |
| | Miethaus als Bestandteil der Baugruppe Knapper Straße 69 bis 73 und der Albrechtstraße                                                            | Albrechtstraße 1                              | |                             | 04.07.1991       | 111             |
| | Gartenhaus und Parkanlage | Liebigstraße 9                                | |                             | 04.07.1991       | 113             |
| Umspannhaus, Betonung der repräsentativen Ecksituation, ursprünglich am Städt. Krankenhaus, vorgebaut ehem. Brunnenanlage                         | Umspannhaus, Betonung der repräsentativen Ecksituation, ursprünglich am Städt. Krankenhaus, vorgebaut ehem. Brunnenanlage                         | Hohfuhrstraße/Phillippstraße                  | |                             | 04.07.1991       | 114             |
| | Transformatorenhaus | Martin-Niemöller-Straße/Bahnhofstraße         | | 1920                        | 04.07.1991       | 115             |
| Gebäude | Gebäude | Lessingstraße 3                               | Wohnhaus in geschlossener Bauweise mit Stilmerkmalen des Jugendstils |                             | 26.11.1991       | 116             |
| Villa | Villa | Sauerfelder Straße 27                         | Klassischer Villenbau auf annähernd quadratischem Grundriss, antikisierendes Fassadendekor, inspiriert von Gestaltungen Andrea Palladios |                             | 26.11.1991       | 117             |
| | Mietwohnhaus | Weißenburger Straße 23                        | | 1905                        | 26.11.1991       | 118             |
| Mietwohnhaus | Mietwohnhaus | Weißenburger Straße 25                        | | 1906                        | 26.11.1991       | 119             |
| historistische Villa mit Vorbau einschließlich Wintergarten                                                                                       | historistische Villa mit Vorbau einschließlich Wintergarten                                                                                       | Parkstraße 10                                 | | 1890                        | 25.06.1992       | 120             |
| Fassade eines Wohn- und Geschäftshauses mit Fachwerkgiebel, Loggien und Jugendstildekor                                                           | Fassade eines Wohn- und Geschäftshauses mit Fachwerkgiebel, Loggien und Jugendstildekor                                                           | Werdohler Straße 11                           | |                             | 20.07.1992       | 121             |
| | Fabrikgebäude der Fa. Berg, 1897 erbaut für die Knopffabrik Loers & Hueck                                                                         | Gustav-Adolf-Straße 4 (Firma Berg)            | | 1897                        | 20.07.1992       | 122             |
| | Arbeitersiedlung | Gasstraße 7–15/Viktoriastraße 2–10            | | 19. Jahrhundert             | 20.07.1992       | 123             |
| Historistische Villa mit Wintergarten und Toranlage                                                                                               | Historistische Villa mit Wintergarten und Toranlage                                                                                               | Freiherr-vom-Stein-Straße 19                  | |                             | 20.07.1992       | 125             |
| | Gebäude | Sachsenstraße 21                              | |                             | 20.11.1992       | 126             |
| sog. Humboldt-Villa (ehemalige Villa Hueck) | sog. Humboldt-Villa (ehemalige Villa Hueck) | Innenstadt Humboldtstraße 36                  | Villa der Lüdenscheider Industriellenfamilie Hueck im Duktus des Reformstils mit gestalterischen Elementen eines Landhauses, ursprünglich die Wechselwirkung mit den umgebenden Gartenstrukturen maßgeblich (diese 2013 im Rahmen einer Sanierung und der Errichtung eines Anbaus teilweise zerstört); Bauherr war Richard Noelle, Architekt Ludwig Conradi aus Wuppertal.                                   | 1913                        | 19.12.1994       | 128             |
| | Grabstätte Assmann auf dem alten evangelischen Friedhof                                                                                           | Mathildenstraße                               | |                             | 19.12.1994       | 129             |
| Fabrikgebäude der Firma Brüser,erbaut 1914/1915 für die Spezialfabrik für gestrickte Oberkleidung P. Brüser & Co.                                 | Fabrikgebäude der Firma Brüser, erbaut 1914/1915 für die Spezialfabrik für gestrickte Oberkleidung P. Brüser & Co.                                | Honseler Straße 2                             | | 1914/1915                   | 14.12.1995       | 130             |
| Klassizistisches Bürgerhaus des 18. Jahrhunderts                                                                                                  | Klassizistisches Bürgerhaus des 18. Jahrhunderts                                                                                                  | Herzogstraße 11                               | |                             | 12.06.1997       | 131             |
| Villa Assmann | Villa Assmann | Breslauer Straße 7                            | | 1900                        | 12.06.1997       | 132             |
| | Gebäude | Kölner Straße 23/23a                          | |                             | 12.06.1997       | 133             |
| Wohngebäude mit Mansarddach in Ecklage | Wohngebäude mit Mansarddach in Ecklage | Freiherr-vom-Stein-Straße 4                   | |                             | 12.06.1997       | 134             |
| | Gebäude | Kirchplatz 19/Graf-Engelbert-Platz 5          | |                             | 12.06.1997       | 135             |
| | Gebäude | Werdohler Straße 28                           | |                             | 12.06.1997       | 136             |
| Der ReidemeisterBruchsteinbau von 1758 | Der Reidemeister Bruchsteinbau von 1758 | Werdohler Straße 1                            | | 1758                        | 12.06.1997       | 137             |
| weitere Bilder | Wachgebäude mit Arrestzellentrakt des ehemaligen Kasernenkomplexes Buckesfeld (siehe nächster Eintrag)                                            | Alte Wache 1 (Buckesfelder Straße 60)         | |                             | 24.09.1997       | 138             |
| Alter evangelischer Friedhof | Alter evangelischer Friedhof | Mathildenstraße                               | |                             | 12.10.1999       | 140             |
| | Fabrikantenvilla | Winkhauser Straße 4                           | | 1906                        | 05.12.2000       | 141             |
| | Fassade eines Stadthauses | Hochstraße 6                                  | | um 1900                     | 05.12.2000       | 142             |
| | Fassade eines Stadthauses | Hochstraße 6a                                 | | um 1900                     | 05.12.2000       | 143             |
| historistisches Wohn- und Geschäftshaus in Ecklage mit Türmchen                                                                                   | historistisches Wohn- und Geschäftshaus in Ecklage mit Türmchen                                                                                   | Freiherr-vom-Stein-Straße 14/Schillerstraße 7 | | um 1900                     | 05.12.2000       | 144             |
| Wohn- und Geschäftshaus | Wohn- und Geschäftshaus | Luisenstraße 17                               | | 1894                        | 02.06.2003       | 145             |
| Gewölbekeller | Gewölbekeller | Luisenstraße 15                               | |                             | 02.06.2003       | 146             |
| weitere Bilder | Neuer Jüdischer Friedhof | Am Ramsberg Karte                             | |                             | 02.06.2003       | 147             |
| Ehrenmal | Ehrenmal | Parkstraße                                    | überlebensgroße Bronze eines erwachenden Kriegers von Willy Meller auf einem als Aussichtsterrasse gestalteten Gelände (eingeweiht 1935) |                             | 02.06.2003       | 148             |
| weitere Bilder | Selve-Brunnen | Freiherr-vom-Stein-Straße 15 Karte            | |                             | 02.06.2003       | 149             |
| | Wohnhaus | Parkstraße 97                                 | | 1904                        | 02.06.2003       | 150             |
| | Holtzbrinck-Denkmal, eingeweiht 1885 | Brüninghausen, Versestraße                    | |                             | 02.06.2003       | 151             |
| | Fabrikhallen Hesse & Jäger | Bräuckenstraße 95                             | |                             | 19.04.2004       | 152             |
| | Fassade eines Wohn- und Geschäftshauses | Wilhelmstraße 18                              | | 1896                        | 28.06.2004       | 153             |
| | Wohnhaus | Teutonenstraße 42                             | | 1910                        | 28.06.2004       | 154             |
| | Miethauszeile | Ludwigstraße 17–25                            | |                             | 28.06.2004       | 155             |
| Bronzeskulptur Großer Wächter von Georg Kolbe, ursprünglich Auftragsarbeit für die ehem. Flakkaserne                                              | Bronzeskulptur Großer Wächter von Georg Kolbe, ursprünglich Auftragsarbeit für die ehem. Flakkaserne                                              | Knapper Straße                                | | 1937                        | 28.06.2004       | 156             |
| Ehemaliges städtisches Kinderheim | Ehemaliges städtisches Kinderheim | Freiherr-vom-Stein-Straße 27                  | |                             | 26.09.2005       | 157             |
| weitere Bilder | Homertturm, 1894 an der höchsten Stelle Lüdenscheids errichtet                                                                                    | Homert Karte                                  | | 1894                        | 26.09.2005       | 158             |
| | Wohnhaus | Philippstraße 22                              | | 1901                        | 14.08.2007       | 159             |
| Katholische Kirche St. Paulus | Katholische Kirche St. Paulus | Brügge, Parkstraße 245                        | |                             | 14.08.2007       | 160             |
| | Runder Schornstein, mit auffälliger, schraubenförmig steigender Verzierung aus gelbem Ziegelsteinmaterial                                         | Bergstraße 5                                  | |                             | 25.04.2009       | 161             |
| | Doppelhaus | Parkstraße 58/60                              | Vom Architekten Robert Lamm aus Hagen für die Bauherrn Strack und Drexhage – beide Lehrer – errichtet. | 1912                        | 24.09.2010       | 162             |
| | Gebäude | Jockuschstraße 16/Paulinenstraße 5            | | 1886                        | 24.09.2010       | 163             |
| Gebäude | Gebäude | Hohfuhrstraße 32                              | Zweigeschossiges, dreiachsiges Gebäude mit erkerartig vortretendem Zwerchhaus. 1929 Anbau an der Rückseite des Gebäudes. Erbaut durch das Baugeschäft W. Schöttler. | 1898                        |                  | 164             |
| Wohn- und Geschäftshaus | Wohn- und Geschäftshaus | Herzogstraße 1/Ecke Marienstraße              | Zweigeschossiges Gebäude. Zu jeder Straßenseite einen Giebel. Zwerchhaus über der abgeschrägten Straßenecke. Erbaut durch den Architekten Robert Adrian (* 1878; † 1934), Lüdenscheid. | 1908                        | 30.11.2011       | 165             |
| | Unternehmervilla mit Blutbuchen | Weißenburger Straße 3                         | Zweigeschossige Villa mit Walmdach mit nach hinten herausgezogenem Satteldach. |                             | 30.11.2011       | 166             |
| Gebäude in Fachwerkbauweise | Gebäude in Fachwerkbauweise | Hotopstraße 9                                 | Erste Gebäudeteile (Mittelbau als Gerätehalle mit Pförtnerwohnung) wurden 1921 für den Sportplatz errichtet. 1926 folgten Erweiterungsbauten. | 1921, 1926                  | 20.06.2011       | 167             |
| | ehem. Eichamt | Parkstraße 42                                 | |                             | 15.05.2012       | 168             |
| | Wohnanlage | Kölner Straße 73–87                           | |                             | 25.01.2013       | 169             |
| | Wohnanlage | Lohmühlenstraße 8–10                          | |                             | 25.01.2013       | 170             |
| Wohnhaus | Wohnhaus | Kirchplatz 3                                  | |                             | 25.01.2013       | 171             |
| | Doppelwohnhaus | Mittelstraße 3/5                              | |                             | 18.05.2015       | 173             |
| weitere Bilder | Haus (Schloss) Oedenthal | Oedenthaler Straße 105/107 Karte              | |                             | 18.05.2015       | 174             |
| | Wohnanlage | Hasleystraße 18–20a                           | |                             | 26.05.2015       | 175             |
| | Wohnanlage | Honseler Straße 10a-16c                       | |                             | 26.05.2015       | 176             |
| | Wohnanlage | Kölner Straße 53–65 und 61–65                 | |                             | 26.05.2015       | 177             |
| | Wohnanlage | Friedrich-Wilhelm-Straße 21–33                | |                             | 26.05.2015       | 178             |
| | Gasthaus zur Grüne | Volmestraße 128                               | |                             | 31.05.2016       | 179             |
| | ehem. Knopffabrik Noelle & Lange | Nordstraße 5/5a                               | |                             | 16.08.2016       | 180             |
| | Villa | Schützenstraße 43                             | |                             | 11.10.2016       | 181             |
| | ehem. Metzgereifachbetrieb Feckter | Luisenstraße 19                               | |                             | 23.08.2016       | 182             |
| weitere Bilder | ehem. Lehrerseminar | Raithelplatz 5 Karte                          | |                             | 16.12.2016       | 183             |
| | ehem. Dorfschule Winkhausen (Brügge) | Volmestraße 141                               | |                             | 06.01.2017       | 184             |
| | Reiterstellwerk Bahnhof Brügge | Am Brügger Bahnhof                            | |                             | 16.12.2016       | 185             |
| | Wohnhaus (Vorderstes Ohler Gut) | Platehofstraße 9                              | |                             | 05.05.2017       | 186             |
| weitere Bilder | Tinsberger Schule | Obertinsberger Straße 16                      | |                             | 29.05.2017       | 187             |
| | Handwerkerhaus | Marienstraße 11                               | |                             | 22.09.2017       | 188             |
| | Handwerkerhaus | Marienstraße 13                               | |                             | 22.09.2017       | 189             |
| | Handwerkerhaus | Ringmauerstraße 14                            | |                             | 19.12.2017       | 190             |
| | Bürgerhaus | Luisenstraße 27                               | |                             | 19.12.2017       | 191             |
| | Wohnhaus | Luisenstraße 3/5                              | |                             | 12.03.2018       | 192             |
| Kirchengebäude St. Petrus und Paulus | Kirchengebäude St. Petrus und Paulus | Honseler Straße 69                            | |                             | 24.07.2019       | 193             |
| weitere Bilder | Kulturhaus der Stadt Lüdenscheid | Freiherr-vom-Stein-Straße 9                   | |                             | 24.07.2019       | 194             |
| weitere Bilder | Kirchengebäude Maria Königin | Graf-von-Galen-Straße 12 Karte                | |                             | 30.07.2019       | 195             |

## Ehemalige Denkmäler
| Bild           | Bezeichnung                                                                                  | Lage              | Beschreibung | Bauzeit | Eingetragen seit                       | Denkmal- nummer |
| -------------- | -------------------------------------------------------------------------------------------- | ----------------- | ------------ | ------- | -------------------------------------- | --------------- |
|                | Tonnengewölbe (gelöscht)                                                                     | Luisenstraße 9    |              |         | 03.12.1984 (gelöscht am 20.06.2007)    | 13              |
|                | Ehem. ev. Pastorat „Auf der Linde“ aus dem frühen 18. Jh. (gelöscht, da um 2000 abgebrochen) | Loher Straße 2    |              |         | 03.12.1984 (gelöscht am 02.06.2003)    | 21              |
|                | (gelöscht)                                                                                   | Horringhausen 20  |              |         | 09.09.1985 (gelöscht am 08.05.1989)    | 47              |
|                | Dampfkesselanlage (gelöscht)                                                                 | Südstraße 4       |              |         | 21.12.1988 (gelöscht am 25.11.2008)    | 76              |
|                | Miethaus, 1928 in expressionistischer Bauweise errichtet (gelöscht)                          | Ludwigstraße 40   |              |         | 01.07.1988 (gelöscht 04.05.2015)       | 77              |
|                | (gelöscht)                                                                                   | Grabenstraße 16   |              |         | 09.05.1989 (gelöscht am 21.01.1992)    | 82              |
|                | (gelöscht)                                                                                   | Jockuschstraße 12 |              |         | 25.09.1990 (gelöscht am 05.03.1991)    | 103             |
|                | Gartenhaus (gelöscht)                                                                        | Liebigstraße 11   |              |         | 04.07.1991 (gelöscht am 23.06.2004)    | 112             |
|                | (gelöscht)                                                                                   | Volmestraße 74    |              |         | 20.07.1992 (gelöscht am 26.06.1997)    | 124             |
| (gelöscht)     | (gelöscht)                                                                                   | Grabenstraße 20   |              |         | 19.12.1994 (gelöscht am 01.12.1995)    | 127             |
| weitere Bilder | Hohe Steinert (Flakkaserne Buckesfeld) (gelöscht)                                            |                   |              |         | 12.06.1997 (gelöscht am 09.07.2001)    | 139             |
|                | Wohn- und Wirtschaftsgebäude (gelöscht)                                                      | Zum Schierey 4    |              |         | 18.09.2014 (gelöscht im Dezember 2022) | 172             |